# Josef Paleček
Josef Paleček (né le 5 mai 1949 à Starý Kolín en Tchécoslovaquie aujourd'hui ville de République tchèque) est un ancien joueur professionnel de hockey sur glace. IL fut également entraîneur de hockey par la suite.

## Carrière en club
Il commence sa carrière dans la seconde division tchécoslovaque en 1958 avec le  club du Spartak Kolín. En 1966, il fait ses débuts en première division et joue la première de ses saisons avec le Tesla Pardubice. En 1973, il remporte le titre de champion de Tchécoslovaquie et en 1977 change d'équipe pour rejoindre pour une saison le HC Dukla Jihlava. Il ne reste qu'une saison avec Jihlava avant de retourner pour deux nouvelles saisons avec Pardubice. Il joue par la suite ses trois dernières saisons dans son pays pour le Hradec Králové.
En 1983, après 13 saisons, 451 matchs et 171 buts, il quitte son pays pour jouer en Allemagne pour le club de la 1.bundesliga, l'ESV Kaufbeuren. Au cours de la saison il rejoint l'Augsburger EV en seconde division. L'année suivante, il joue en Autriche pour EHC Black Wings Linz qui évolue en Oberliga première division autrichienne. Il connaît son dernier maillot de joueur en 1986 en signant ses deux dernières saisons avec le HC Wels.

## Carrière internationale
Il est sélectionné pour représenter la Tchécoslovaquie 62 fois inscrivant 16 buts. Il joue, entre autres, lors des compétitions internationales suivantes :
Championnat d'Europe junior
- 1968

Championnat du monde
- 1972 -  Médaille d'or
- 1973 -  Médaille de bronze
- 1974 -  Médaille d'argent

## Carrière d'entraîneur
En 1990, il devient l'entraîneur adjoint de Pardubice, aux côtés de Vladimír Martinec puis de Karel Franěk. Il occupe le poste deux saisons puis par la suite entre 1995 et 2000. Au cours de la saison 1999-2000 il prend la tête de l'équipe en remplacement de Milan Chalupa. À l'issue de la saison 2002-03, il est remplacé par Miloš Říha.